# Gazeta Lokalna
Gazeta Lokalna – polski tygodnik społeczno-polityczny wydawany od maja 1999 do stycznia 2007 roku przez Miejski Ośrodek Kultury w Kędzierzynie-Koźlu. Ukazuje się w powiecie kędzierzyńsko-kozielskim. Funkcję redaktora naczelnego pełnili kolejno: Piotr Gabrysz (1999-2000), Andrzej Szopiński-Wisła (2000-02) i Bolesław Bezeg (2002-07).
Od stycznia 2007 r. gazeta ukazuje się pod zmienionym tytułem „Nowa Gazeta Lokalna” i wydawana jest przez spółkę Lokalna sp. z o.o., którą założyli pracownicy. Redaktorem naczelnym do grudnia 2012 r. był Jakub Dźwilewski, a od stycznia 2013 r. funkcję tę pełni Grzegorz Łabaj.